# Echiurophilus fizei
Echiurophilus fizei is een eenoogkreeftjessoort uit de familie van de Echiurophilidae. De wetenschappelijke naam van de soort is voor het eerst geldig gepubliceerd in 1955 door Delamare Deboutteville & Nunes-Ruivo.